# Ахметов, Ильзат Тоглокович
Ильза́т Тогло́кович Ахме́тов (кирг. Ильзат Төглокович Ахметов; род. 31 декабря 1997, Бишкек, Кыргызстан) — российский футболист, полузащитник клуба  «Зенит», выступающий на правах аренды за самарские «Крылья Советов».

## Клубная карьера
По национальности — уйгур. Родился в Бишкеке и в детстве играл в местной команде «Алга». Школьником переехал в Тольятти в Академию футбола имени Юрия Коноплёва, после перешёл в казанскую команду «Рубин-1997».
В возрасте 16 лет и 8 месяцев дебютировал в основной команде «Рубина» в матче 1/16 Кубка России против «Луча-Энергии», тем самым став самым молодым дебютантом казанского клуба. Его дебют в Премьер-лиге состоялся 20 октября 2014 года в матче против «Мордовии».
В июле 2018 года перешёл из «Рубина» в московский ЦСКА, с которым подписал четырёхлетний контракт. Летом 2019 года сменил номер 77 на 7. 1 сентября 2019 года забил первый гол за ЦСКА.
В июне 2020 года перенёс операцию на плече. Впервые после операции появился на поле в игре 1-го тура группового этапа Лиги Европы 2020/21 22 октября 2020 года против «Вольфсберга» (1:1), выйдя на замену вместо Константина Кучаева на 77-й минуте встречи. Этот матч стал для него первым официальным после игры 21-го тура РПЛ сезона 2019/2020 в марте 2020 года против «Ростова» (2:3).
10 июня 2022 года покинул ЦСКА в связи с истечением срока соглашения.
7 июля 2022 года подписал двухлетний контракт с клубом «Краснодар».
9 января 2024 года перешёл в «Зенит», заключив контракт до конца сезона-2025/2026 с опцией продления ещё на сезон.

## Выступления за сборную

### Сборная России
5 ноября 2018 года главный тренер национальной сборной России Станислав Черчесов вызвал Ахметова на товарищеский матч с Германией и матч Лиги наций с командой Швеции. Однако из-за травмы вынужден был пропустить сбор сборной.
11 марта 2019 было объявлено, что Ахметов вызван в сборную России для матчей отборочного турнира к чемпионату Европы 2020 со сборными Бельгии и Казахстана. Дебютировал за сборную 21 марта 2019 в матче с Бельгией. В следующем матче сборной России (против сборной Казахстана) пас Ахметова пяткой Денису Черышеву был объявлен лучшим техническим действием игрового дня.
15 марта 2021 года получил вызов в сборную после долгого отсутствия, в связи с операцией на плече.

### Сборная Кыргызстана
Федерация футбола Кыргызской Республики пыталась привлечь Ильзата Ахметова сыграть за национальную сборную Кыргызстана начиная с сентября 2016 года, когда 18-летний футболист выступал ещё за «Рубин». Было заявлено, что Ильзат родился в Бишкеке и имеет полное право выступать за национальную сборную Кыргызстана. Тогда же главный тренер сборной Кыргызстана Александр Крестинин заявил: «Нас интересует Ахметов. Но на данный момент он выступает за юношескую сборную России. Тем не менее, мы понимаем, что он имеет право играть за национальную сборную Кыргызстана. Так что выбор будет только за самим Ильзатом».
В октябре 2018 года Крестинин заявил, что в очередной раз пытался связаться и пригласить Ахметова сыграть за сборную своей родины. Он рассказал, что во время пребывания в Москве хотел залететь к Ильзату в Казань, но ни он, ни его отец не взяли трубку: «Позицию они свою озвучили. У меня к ним никаких претензий и обид нет. Каждый выбирает свой путь. Если он сыграет за нас, то уже там будет легионером. Он строит карьеру через Россию. Это его право, и мы должны его уважать. Это нормально».
В своих интервью Ахметов рассказал, что ему приходят сообщения с упрёками и оскорблениями, из-за того что он получил гражданство РФ. По его словам, киргизские болельщики обвиняют его в предательстве. Сам Ахметов заявил, что никогда не предавал свою родную страну: «Обидно, когда оскорбляют, но я стараюсь не принимать это близко к сердцу. Кто знает мою ситуацию, тот относится правильно. Я не предавал Кыргызстан, наоборот, я хочу прославить страну, где я родился». Отец Тоглок Ахметов также заявил, что решение принять гражданство РФ возникло после того, как его сын начал играть в России, и наличие гражданства стало условием принятия Ильзата на учёбу в российскую футбольную академию.

## Статистика

### Клубная
| Выступление      | Выступление      | Выступление      | Лига | Лига | Кубки | Кубки | Еврокубки | Еврокубки | Итого | Итого |
| Клуб             | Лига             | Сезон            | Игры | Голы | Игры  | Голы  | Игры      | Голы      | Игры  | Голы  |
| ---------------- | ---------------- | ---------------- | ---- | ---- | ----- | ----- | --------- | --------- | ----- | ----- |
| → Рубин-2        | ПФЛ              | 2014/15          | 2    | 0    | —     | —     | —         | —         | 2     | 0     |
| → Рубин-2        | Итого            | Итого            | 2    | 0    | —     | —     | —         | —         | 2     | 0     |
| Рубин            | Премьер-лига     | 2014/15          | 9    | 0    | 1     | 0     | —         | —         | 10    | 0     |
| Рубин            | Премьер-лига     | 2015/16          | 3    | 0    | 1     | 0     | 2         | 0         | 6     | 0     |
| Рубин            | Премьер-лига     | 2016/17          | 12   | 0    | 3     | 0     | —         | —         | 15    | 0     |
| Рубин            | Премьер-лига     | 2017/18          | 3    | 0    | —     | —     | —         | —         | 3     | 0     |
| Рубин            | Итого            | Итого            | 27   | 0    | 5     | 0     | 2         | 0         | 34    | 0     |
| ЦСКА (Москва)    | Премьер-лига     | 2018/19          | 26   | 0    | 0     | 0     | 4         | 0         | 30    | 0     |
| ЦСКА (Москва)    | Премьер-лига     | 2019/20          | 21   | 2    | 3     | 2     | 6         | 0         | 30    | 4     |
| ЦСКА (Москва)    | Премьер-лига     | 2020/21          | 14   | 0    | 3     | 1     | 5         | 0         | 22    | 1     |
| ЦСКА (Москва)    | Премьер-лига     | 2021/22          | 20   | 1    | 2     | 1     | —         | —         | 22    | 2     |
| ЦСКА (Москва)    | Итого            | Итого            | 81   | 3    | 8     | 4     | 15        | 0         | 104   | 7     |
| Краснодар        | Премьер-лига     | 2022/23          | 27   | 2    | 13    | 2     | —         | —         | 40    | 4     |
| Краснодар        | Премьер-лига     | 2023/24          | 15   | 2    | 6     | 1     | —         | —         | 21    | 3     |
| Краснодар        | Итого            | Итого            | 42   | 4    | 19    | 3     | —         | —         | 61    | 7     |
| Зенит (СПб)      | Премьер-лига     | 2023/24          | 2    | 0    | 4     | 0     | —         | —         | 6     | 0     |
| Зенит (СПб)      | Премьер-лига     | 2024/25          | 5    | 0    | 10    | 0     | —         | —         | 15    | 0     |
| Зенит (СПб)      | Итого            | Итого            | 7    | 0    | 14    | 0     | —         | —         | 21    | 0     |
| Крылья Советов   | Премьер-лига     | 2025/26          | 0    | 0    | 0     | 0     | —         | —         | 0     | 0     |
| Крылья Советов   | Итого            | Итого            | 0    | 0    | 0     | 0     | —         | —         | 0     | 0     |
| Всего за карьеру | Всего за карьеру | Всего за карьеру | 159  | 7    | 46    | 7     | 17        | 0         | 222   | 14    |

### Молодёжная сборная
| Матчи и голы Ильзата Ахметова за молодёжную сборную России | Матчи и голы Ильзата Ахметова за молодёжную сборную России | Матчи и голы Ильзата Ахметова за молодёжную сборную России | Матчи и голы Ильзата Ахметова за молодёжную сборную России | Матчи и голы Ильзата Ахметова за молодёжную сборную России | Матчи и голы Ильзата Ахметова за молодёжную сборную России | Матчи и голы Ильзата Ахметова за молодёжную сборную России |
| №                                                          | Дата                                                       | Оппонент                                                   | Счёт                                                       | Голы                                                       | Турнир                                                     |                                                            |
| ---------------------------------------------------------- | ---------------------------------------------------------- | ---------------------------------------------------------- | ---------------------------------------------------------- | ---------------------------------------------------------- | ---------------------------------------------------------- | ---------------------------------------------------------- |
| 1                                                          | 24 марта 2017                                              | Румыния (до 21)                                            | 5:1                                                        | —                                                          | Товарищеский матч                                          |                                                            |
| 2                                                          | 27 мая 2017                                                | Узбекистан (до 23)                                         | 4:3                                                        | —                                                          | Товарищеский матч                                          |                                                            |
| 3                                                          | 31 мая 2017                                                | Беларусь (до 21)                                           | 7:0                                                        | 1                                                          | Товарищеский матч                                          |                                                            |
| 4                                                          | 31 августа 2017                                            | Армения (до 21)                                            | 0:0                                                        | —                                                          | Отборочные матчи МЧЕ-2019                                  |                                                            |
| 5                                                          | 12 октября 2018                                            | Македония (до 21)                                          | 5:1                                                        | 1                                                          | Отборочные матчи МЧЕ-2019                                  |                                                            |
| 6                                                          | 16 октября 2018                                            | Австрия (до 21)                                            | 2:3                                                        | —                                                          | Отборочные матчи МЧЕ-2019                                  |                                                            |

Итого за молодёжную сборную: 6 матчей / 2 гола; 4 победы, 1 ничья, 1 поражение.

### Национальная сборная
| Матчи и голы Ильзата Ахметова за сборную России | Матчи и голы Ильзата Ахметова за сборную России | Матчи и голы Ильзата Ахметова за сборную России | Матчи и голы Ильзата Ахметова за сборную России | Матчи и голы Ильзата Ахметова за сборную России | Матчи и голы Ильзата Ахметова за сборную России | Матчи и голы Ильзата Ахметова за сборную России |
| №                                               | Дата                                            | Оппонент                                        | Счёт                                            | Голы                                            | Турнир                                          |                                                 |
| ----------------------------------------------- | ----------------------------------------------- | ----------------------------------------------- | ----------------------------------------------- | ----------------------------------------------- | ----------------------------------------------- | ----------------------------------------------- |
| 1                                               | 21 марта 2019                                   | Бельгия                                         | 1:3                                             | —                                               | Отборочные матчи ЧЕ-2020                        |                                                 |
| 2                                               | 24 марта 2019                                   | Казахстан                                       | 4:0                                             | —                                               | Отборочные матчи ЧЕ-2020                        |                                                 |
| 3                                               | 12 июня 2019                                    | Кипр                                            | 1:0                                             | —                                               | Отборочные матчи ЧЕ-2020                        |                                                 |
| 4                                               | 6 сентября 2019                                 | Шотландия                                       | 2:1                                             | —                                               | Отборочные матчи ЧЕ-2020                        |                                                 |
| 5                                               | 9 сентября 2019                                 | Казахстан                                       | 1:0                                             | —                                               | Отборочные матчи ЧЕ-2020                        |                                                 |
| 6                                               | 10 октября 2019                                 | Шотландия                                       | 4:0                                             | —                                               | Отборочные матчи ЧЕ-2020                        |                                                 |
| 7                                               | 13 октября 2019                                 | Кипр                                            | 5:0                                             | —                                               | Отборочные матчи ЧЕ-2020                        |                                                 |
| 8                                               | 24 марта 2021                                   | Мальта                                          | 3:1                                             | —                                               | Отборочные матчи ЧМ-2022                        |                                                 |
| 9                                               | 23 марта 2023                                   | Иран                                            | 1:1                                             | —                                               | Товарищеский матч                               |                                                 |

Итого: 9 матчей / 0 голов; 7 побед, 1 ничья, 1 поражение.

## Достижения

### Командные
ЦСКА
- Обладатель Суперкубка России: 2018

«Зенит»
- Чемпион России: 2023/24
- Обладатель Кубка России: 2023/24

### Личные
- Лучший молодой футболист России: 2018 (премия «Первая пятёрка»)
- Автор лучшего гола сезона ФК Краснодар: 2022/23[23].